# میرابلا اکلانو
میرابلا اکلانو (به ایتالیایی: Mirabella Eclano) یک کومونه در ایتالیا است که در استان آولینو واقع شده‌است.

## خصوصیات
میرابلا اکلانو ۳۳٫۹۲ کیلومترمربع مساحت و ۷٬۹۰۴ نفر جمعیت دارد و ۳۷۲ متر بالاتر از سطح دریا واقع شده‌است.

## خواهرخوانده
شهر برنالدا خواهرخواندهٔ میرابلا اکلانو هست.